# Eric Balfour
Eric Balfour  (n. 24 aprilie 1977, Los Angeles, California, SUA) este un actor american și cântăreț. 

## Legături externe
- Eric Balfour la Internet Movie Database
- Eric Balfour la Allmovie